# Recovery Road
Recovery Road es una serie de televisión de drama adolescente, que se transmitió por Freeform. Está basada en una novela del 2011 para adultos jóvenes del mismo nombre de Blake Nelson. El show fue escogido oficialmente para ser una serie.

## Elenco

### Principales
- Jessica Sula como Maddie Graham.[4]
- Sebastian de Souza como Wes Stewart.
- Kyla Pratt como Trish Collins.
- Sharon Leal como Charlotte Graham.
- Alexis Carra como Cynthia McDermott.
- Daniel Franzese como Vern Testaverde.
- David Witts como Craig.

### Recurrentes
- Lindsay Pearce como Rebecca.
- Haley Lu Richardson como Ellie Dennis.
- Paula Jai Parker como Margarita Jean-Baptiste.

## Episodios
| N.º | Título original           | Dirigido por      | Escrito por                      | Fecha de emisión original | Audiencia (Millones) |
| --- | ------------------------- | ----------------- | -------------------------------- | ------------------------- | -------------------- |
| 1.  | "Blackout"                | Lawrence Trilling | Bert V. Royal & Karen DiConcetto | 25 de enero de 2016       | 0.46                 |
| 2.  | "The Art of the Deal"     | Larry Shaw        | Bert V. Royal & Karen DiConcetto | 1 de febrero de 2016      | 0.41                 |
| 3.  | "Surrender"               | Michael Schultz   | Patricia Resnick                 | 8 de febrero de 2016      | 0.45                 |
| 4.  | "Parties Without Borders" | Joanna Kerns      | Holly Sorensen                   | 15 de febrero de 2016     | 0.49                 |
| 5.  | "My Loose Thread"         | David Paymer      | Nic Sheff                        | 22 de febrero de 2016     | 0.46                 |
| 6.  | "Heaven Backwards"        | Chris Grismer     | Michael Gans & Richard Register  | 29 de febrero de 2016     | 0.45                 |
| 7.  | "Sick as Our Secrets"     | Jennifer Lynch    | Julia Cox                        | 7 de marzo de 2016        | 0.48                 |
| 8.  | "The Weaklings"           | Andy Fickman      | Nic Sheff                        | 14 de marzo de 2016       | 0.44                 |
| 9.  | "Your Side of the Street" | Bethany Rooney    | Karen DiConcetto                 | 21 de marzo de 2016       | 0.49                 |
| 10. | "(Be)Coming Clean"        | Lawrence Trilling | Bert V. Royal & Karen DiConcetto | 28 de marzo de 2016       | 0.46                 |